# Prodontocharax
Prodontocharax is een geslacht van straalvinnige vissen uit de familie van de karperzalmen (Characidae).

## Soorten
- Prodontocharax alleni Böhlke, 1953
- Prodontocharax howesi (Fowler, 1940)
- Prodontocharax melanotus Pearson, 1924